# Sabırxan Ïbrayev
Sabırxan Ïbrayev (in kazako Сабырхан Ибраев?, in russo Сабырхан Нурлыханович Ибраев?, Sabyrchan Nurlychanovič Ibraev; Almaty, 22 marzo 1988) è un calciatore kazako, centrocampista del Vostok.